# دایرک
دایرک (انگلیسی: Dirk) شرکت خرده‌فروشی هلندی است، که در سال ۱۹۴۳ تأسیس شد.